# 미에슈코 3세

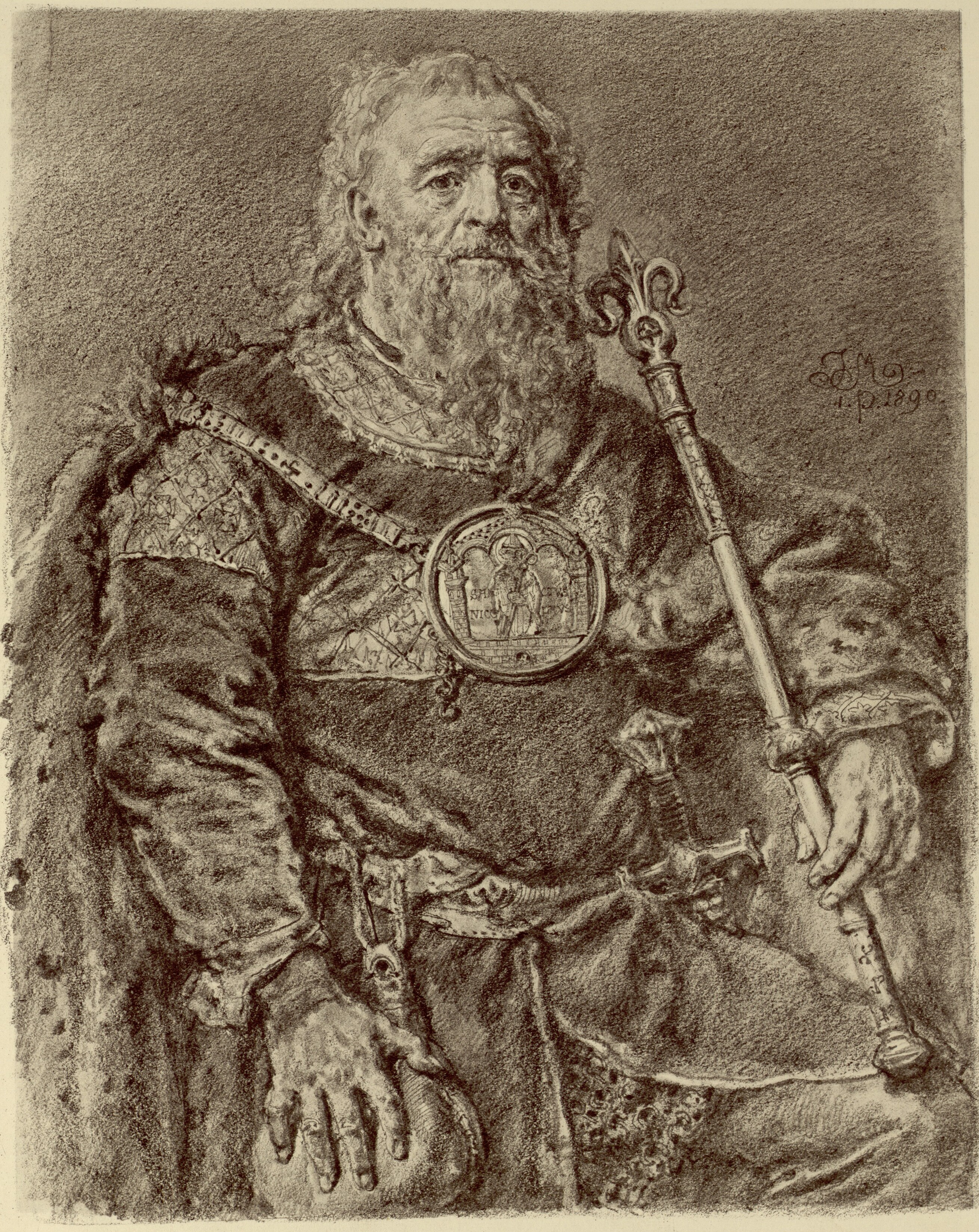
미에슈코 3세

미에슈코 3세(폴란드어: Mieszko III Stary, 1122년 혹은 1126년/1127년? ~ 1202년 3월 13일)는 폴란드 고공(재위: 1173년 ~ 1177년, 1191년 ~ 1194년, 1198년 ~ 1199년, 1202년)이다. 별칭 스타리(Stary)는 폴란드어로 노인이라는 뜻이다. 그의 긴 수명으로 인한 별명이었다.
형 볼레스와프 4세 사후 뒤이어 고공위에 올랐으며, 야수적인 성격을 가진 그는 자신을 물러나게 한 고관들의 반란을 일으킨 전제 군주를 실시하였다. 결국 그의 동생 카지미에시 2세가 뒤를 이어 고공위에 오른다.

## 생애
볼레스와프 3세와 베그의 살로메의 아들로, 볼레스와프의 넷째 아들이었다. 그의 아버지 볼레스와프 3세가 나라를 5개로 분할해 아들들에게 상속시키고, 크라코프령을 그 중 장남이 차지하고 폴란드의 대공이 된다고 유언장으로 정했다. 이때부터 폴란드는 분열의 시대에 있었다. 미에슈코는 비엘코폴스카를 물려받고 비엘코폴스카의 공이 되었는데, 이 지방은 그의 후손에 의해 상속된다.
그는 이복 형 브와디스와프 2세와 갈등하였다. 1173년 동복 형 볼레스와프 4세의 사후 폴란드 대공이 되었지만, 동생 카지미에시 2세에 의해 추방되고 비엘코폴스카 공위도 장남 오돈에게 빼앗겼다. 그러나, 그는 복위의 야망을 버리지 않고, 1202년에 죽을 때까지 4번이나 크라쿠프에 돌아오고, 대공위의 탈환, 폐위를 반복했다. 1202년 조카 레셰크 1세, 카지미에시 2세의 아들로부터 대공위를 빼앗아 4번째 대공이 된 직후 사망. 그의 아들 브와디스와프 3세 라스코노기가 대공위를 이었다.